# 利留卡拉尼
利留卡拉尼女王（1838年9月2日—1917年11月11日），原名為莉迪亞·卡瑪卡依哈（Lydia Liliʻu Loloku Walania Wewehi Kamakaʻeha），登基後改用皇室名利留卡拉尼，之後又跟隨夫姓改名為莉迪亞·多明尼斯（Lydia Kaolupoloni Dominis），是夏威夷王國末位君主和唯一女王。

## 生平
出生於王室家庭的利留卡拉尼女王，在1862年9月16日與歐裔美國人约翰·欧文·多明尼斯結婚，無育有兒女。
利留卡拉尼女王在1891年1月17日繼承了她的兄長卡拉卡瓦的皇位。由於並無兒女的關係，她選擇了她的姪女維多利亞·卡奧拉尼（Victoria Kaiulani）作為繼承人，可惜的是維多利亞在1899年逝世了。同年八月，其丈夫多明尼斯去世。在登基之後，她銳意要改修憲法，因為現有由美國人策劃制訂的刺刀憲法限制了她的權力。可惜的是，當時的夏威夷基本上都被美國人控制，改革亦難以成行。在統治期不足三年的短暫情況下，1893年，利留卡拉尼女王被推翻，美國人於翌年建立了夏威夷共和國。

### 被废黜後的生活
時任美國總統格罗弗·克利夫兰頒佈了布隆特報告，報告的结论顯示推翻利留卡拉尼女王是非法行為，並向女王提出如她願意特赦所有有關人士的話可協助她重登王位。起初她堅持要將一干人等处死而拒絕，克利夫蘭總統將此事交由美國國會審議。雖然女王在1893年12月18日改變主意決定妥協，但臨時政府卻拒絕讓其復位。在另一方面，在1894年2月26日由美國參議院所提出的摩根報告則指出美國軍隊毋需為利留卡拉尼被推翻而負上任何責任，變相來說，推翻她的政權便變成了不是非法。其後，珊佛·杜尔等人于1894年7月4日建立夏威夷共和國，並即時得到美國政府的承認。
1895年1月16日，利留卡拉尼女王因被人在其家花園發現槍支而被逮捕。雖然她堅持自己甚麼也不知道，但最終亦被判入獄五年與及罰款五千美元。不過，她在入獄期間是被囚於伊奧拉尼宮的，而且在1896年便獲得釋放。她隨後獲准返回檀香山的寓所居住直至1917年因中風逝世。期間的1898年，時任夏威夷總統桑福德·多爾於把夏威夷共和國主權交給美國，自身變爲總督，使夏威夷正式成為美國的海外領地。
雖然無法重登王位，但她仍堅持其王室的身份。另外，她的餘生有不少時間都在美國本土度過，因為她試圖向美國政府追討45萬美元的財產損失，不過最後都失敗了。最後，夏威夷政府批准每年發放4000美元的養老金以及一幅24平方公里的蔗糖種植田地的收益給她。

## 作品创作
利留卡拉尼女王是作家和作曲家，她的著作《夏威夷女王讲述夏威夷故事》描述了她眼中的国家历史以及她的亡国经历。利留卡拉尼以其音乐天赋闻名。据说她会演奏吉他、钢琴、风琴、乌克丽丽與齊特琴。她也能以女低音演唱夏威夷语或英语的宗教圣歌和通俗歌曲。她总能在音乐中找到心的归宿。她在回忆录中写道：
|  | 作曲对于我来说就和呼吸一样自然；这是上天的礼物，我从未因遭受不幸而抛弃掉自己的这一天赋，这仍然是这些日子里最大的慰藉之源……很多时候有口难开，我会觉得这些时间漫长而孤独，但这些（孤寂而漫长的）时间一旦被音乐灵感的表达所占据和抚慰后，时间就一晃而过而且充满乐趣了。（To compose was as natural to me as to breathe; and this gift of nature, never having been suffered to fall into disuse, remains a source of the greatest consolation to this day.[…] Hours of which it is not yet in place to speak, which I might have found long and lonely, passed quickly and cheerfully by, occupied and soothed by the expression of my thoughts in music.） |

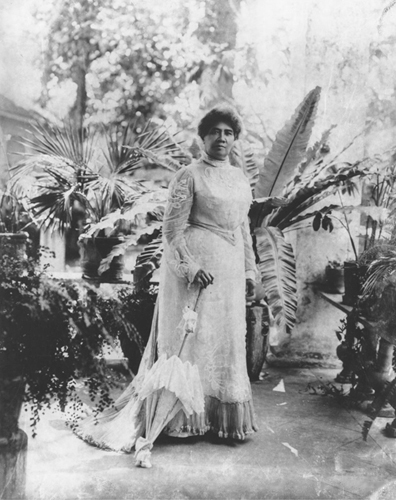
利留卡拉尼女王拿着一把伞站在华盛顿寓所内。

利留卡拉尼女王以融入传教士带来的西式和聲元素的方式，尽力保存了夏威夷传统诗歌的精髓。她的作品集《女王歌集》（"The Queen's Songbook"）于1999年出版。
软禁之后，她被勒令不得接触文学作品和报纸，这就使得她与民众的联系被切断。但是政府允许她接触纸笔，所以她还是能够在拘押期间继续从事音乐创作。她自己表示，她“即使（生活上）有一些不便利（和不顺心），但还是能在音乐创作中找到很大的慰藉”（"found, notwithstanding disadvantages, great consolation in composing"）。
利留卡拉尼是比较和气的人，也支持和平的对抗方式（peaceful resistance）。她将音乐创作作为对人民、国家和夏威夷政坛的情感表达方式。她的政见能够从她的音乐作品中反映出来。一个例证便是她所著的夏威夷创世神话颂歌"Kumulipo"的英文译本。在被关押的日子里，她因害怕自己不会有活着走出软禁地的一日，便将"Kumulipo"译成英文，以备外来文化入侵本地后，她和她子民从前的历史和文化不至于会因为没有记载而轻易丢失掉。另一部作品《Aloha Oe》是在之前就创作好的，直到软禁期间才翻译为英文。她曾写道：“一开始我也没有什么乐器，于是不得不只靠声音（进行歌曲创作等工作）。但是我发现，尽管困难不少，还是能从作曲和翻译许多歌曲的过程中找到很大慰藉的。有3首歌曲有幸离开了软禁地，被送到了芝加哥，它们在那儿被印刷发行。其中的"Aloha Oe"，或译作《与汝告别》，还成了非常热门的歌曲。”（"At first I had no instrument, and had to transcribe the notes by voice alone; but I found, notwithstanding disadvantages, great consolation in composing, and transcribed a number of songs. Three found their way from my prison to the city of Chicago, where they were printed, among them the "Aloha Oe" or "Farewell to Thee," which became a very popular song"）原本是为情人别离创作的歌曲，结果被视为她表达亡国哀愁的代表作品。

## 王儲和後人
- 王儲：David Kawānanakoa (1868-1908, 卡拉卡瓦國王養子, 卡皮歐拉尼王后外甥) ∞ 王儲夫人: Abigail Campbell Kawānanakoa (1882-1945)
  - 王儲長子： David Kalākaua Kawānanakoa (1904-1953)
  - 王儲長女：  Abigail Kapiolani Kawānanakoa (1903-1961)
    - Edward A. Kawānanakoa (1924-1997)
      - Quentin Kawānanakoa (1961-)

  - 王儲二女：  Lydia Liliuokalani Kawānanakoa (1905-1969)
    - Abigail Kinoiki Kekaulike Kawānanakoa (1926-2022) ∞ Veronica Gail Worth

### 引用
1. ↑  , Dancing cat,   [2014-01-10], （原始内容存档于2008-05-17）
2. 1 2  Liliuokalani 1898，第289–90頁.
3. ↑  Ohira, Rod. . Honolulu Advertiser. 2005-01-17  [2011-10-11]. （原始内容存档于2019-06-11）.
4. ↑  Ducat, Vivian. . American Experience. PBS.   [2011-10-11]. （原始内容存档于2017-03-01）.
5. ↑  . The Queen Liliuokalani Trust. The Queen Liliuokalani Trust.   [2011-10-12]. （原始内容存档于2011年10月5日）.

## 外部連結
- （英文）利留卡拉尼女王的生平 （页面存档备份，存于）

| 利留卡拉尼 卡瓦纳纳科阿家族出生于：1838年9月2日逝世於：1917年11月11日 | 利留卡拉尼 卡瓦纳纳科阿家族出生于：1838年9月2日逝世於：1917年11月11日 | 利留卡拉尼 卡瓦纳纳科阿家族出生于：1838年9月2日逝世於：1917年11月11日 |
| 統治者頭銜                                                            | 統治者頭銜                                                            | 統治者頭銜                                                            |
| --------------------------------------------------------------------- | --------------------------------------------------------------------- | --------------------------------------------------------------------- |
| 前任者： 卡拉卡瓦                                                     | 夏威夷女王 1891年1月20日—1893年1月17日                                | 君主制被推翻                                                          |
| 前任者： 卡拉卡瓦                                                     | 夏威夷国家元首 1891年1月20日—1893年1月17日                            | 空缺下一位持有相同頭銜者：桑福德·多尔                                 |
| 王位覬覦者                                                            |                                                                       |                                                                       |
| 失去頭銜 共和国成立                                                   | — 名义上的 — 夏威夷女王 1893年1月17日—1917年11月11日                  | 繼任者： 大卫·卡拉卡瓦·卡瓦纳那科阿                                   |